# 수당연의
《수당연의》(중국어 간체자: 隋唐演义, 정체자: 隋唐演義, 한어 병음: Suí táng yǎn yì 쒜이탕옌이[*], 쓰촨어 병음: Xu2 tang2 yan3 yi4, 월병: Ceoi4 tong4 jin5 ji6 처이통인이[*], 백화자: Sûi-Tông Ián-gī (수이떵이안기), 하카어 백화자: Sùi-Thòng Yên-ngi (수이탕이엔응이))는 원말명초 소설가 나관중(羅貫中)의 원작 역사 소설 《수당지전》을 훗날 청나라의 소설가 저인획(褚人獲)에 의해 내구 골격 관련 내용이 덧붙여져 만들어진 통속적 역사 소설이다.

## 등장인물
- 울지공
- 진경